# Begonia castaneifolia
Begonia castaneifolia là một loài thực vật có hoa trong họ Thu hải đường. Loài này được Otto & Dietr. mô tả khoa học đầu tiên năm 1836.